# Casinaria excavator
Casinaria excavator är en stekelart som beskrevs av Aubert 1963. Casinaria excavator ingår i släktet Casinaria och familjen brokparasitsteklar. Inga underarter finns listade.